# Oedoparena nigrifrons
Oedoparena nigrifrons är en tvåvingeart som beskrevs av Wayne N. Mathis 1980. Oedoparena nigrifrons ingår i släktet Oedoparena och familjen buskflugor. Inga underarter finns listade i Catalogue of Life.